# Karl Hamann

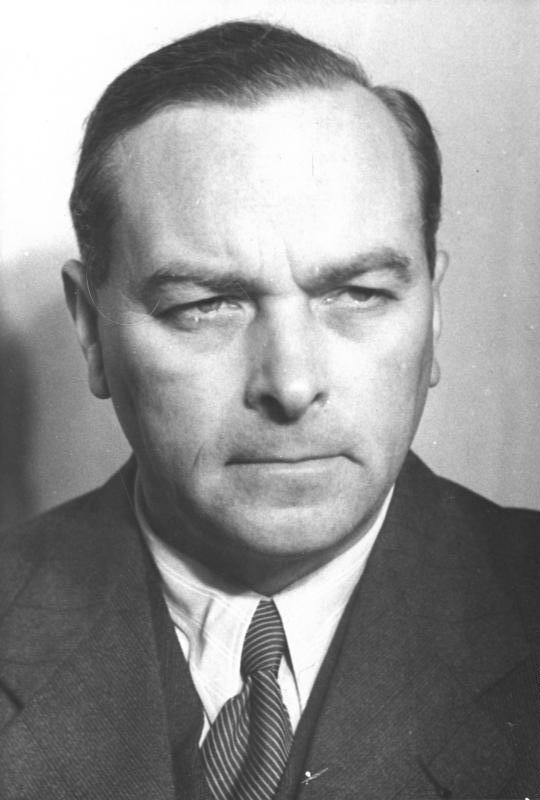
Karl Hamann (1950)

Karl Otto Hamann (* 4. März 1903 in Hildesheim; † 16. Juni 1973 in München) war ein deutscher Politiker. Er war von 1948 bis 1952 Vorsitzender der Liberal-Demokratischen Partei Deutschlands (LDPD) sowie Minister für Handel und Versorgung der DDR  und Opfer der Diktatur in der DDR. 

## Leben
Hamann studierte von 1922 bis 1927 Agrarwissenschaft in Hohenheim, Bonn und Berlin. Anschließend war er Leiter der Arbeitsämter in Schwerte, Hörde und Dortmund und einer Siedlungsgenossenschaft in Thüringen. 1933 wurde er an der Universität Bonn mit der Arbeit „Der Arbeitsmarkt in der westfälischen Landwirtschaft“ zum Dr. agr. promoviert. Seit 1935 lebte er als selbstständiger Landwirt in Thüringen auf dem Mönchshof in der Nähe von Römhild bei Hildburghausen.
Hamann trat 1946 in die LDPD ein und war von 1949 bis 1952 deren Landesvorsitzender in Thüringen. 1948 wurde er Vorsitzender der LDPD, 1949 zusammen mit Hermann Kastner in seinem Amt bestätigt. Von 1946 bis 1950 war er Abgeordneter des Thüringer Landtages, ab 1949 auch Abgeordneter der DDR-Volkskammer und Minister für Handel und Versorgung.
Im Dezember 1952 wurde Hamann verhaftet, weil er die „planmäßige Versorgung der Bevölkerung sabotiert“ habe, seiner Funktionen enthoben und aus der LDPD ausgeschlossen. Nach mehr als zweijähriger U-Haft im Untersuchungsgefängnis Berlin-Hohenschönhausen wurde er im Juli 1954 wegen „Sabotage“ zu zehn Jahren Zuchthaus verurteilt, die er zunächst im Zuchthaus Brandenburg verbrachte. Im Oktober 1956 wurde er jedoch begnadigt und aus der Haft entlassen. Im Mai 1957 flüchtete er in die Bundesrepublik Deutschland. Sein Grab liegt auf dem Zentralfriedhof Bad Godesberg.
Im Mai 1990 wurde er von der Nachfolgeorganisation der LDPD, dem Bund Freier Demokraten, und im August 1991 vom Landgericht Berlin juristisch rehabilitiert. Die FDP-nahe Karl-Hamann-Stiftung zur politischen Bildung im Land Brandenburg wurde nach ihm benannt.

## Veröffentlichungen
- Die Aufgaben für Einheit und Frieden. Rede, Dresden 1951.